# Gasteig
Gasteig Kulturzentrum es un moderno centro de artes escénicas y culturales en Múnich, Alemania; inaugurado en 1985 en el predio donde se hallaba el Tonhalle, antiguo hogar de la Orquesta Filarmónica de Múnich destruido en 1944 por los bombardeos de la Segunda Guerra Mundial. 
Situado en la sección este —el distrito de Haidhausen— de la ciudad atravesando el río Isar, junto al puente Ludwigsbrücke en la ribera contraria donde se hallan los grandes centros culturales de la ciudad como la Bayerische Staatsoper, el Teatro Nacional y la Residencia. 
Debido a su arquitectura, que, en opinión de muchos residentes de Múnich, no quiere mezclarse con la ciudad, se burlan del edificio como una "prisión cultural" o un "búnker cultural".
Cuenta con cuatro salas; la principal es sede de la filarmónica con capacidad para 2400 personas, la Carl Orff Saal para 600, la del teatro experimental y la Kleiner Saal de 200 espectadores.
Es la sede permanente de la Münchner Philharmoniker, del Conservatorio Richard Strauss, fusionado en 2008 con la Hochschule für Musik und Theater; de la Volkshochschule, una escuela de artes y la Biblioteca Municipal. El festival de cine de Múnich se celebra allí. Se realizan unos 1700 eventos anuales.

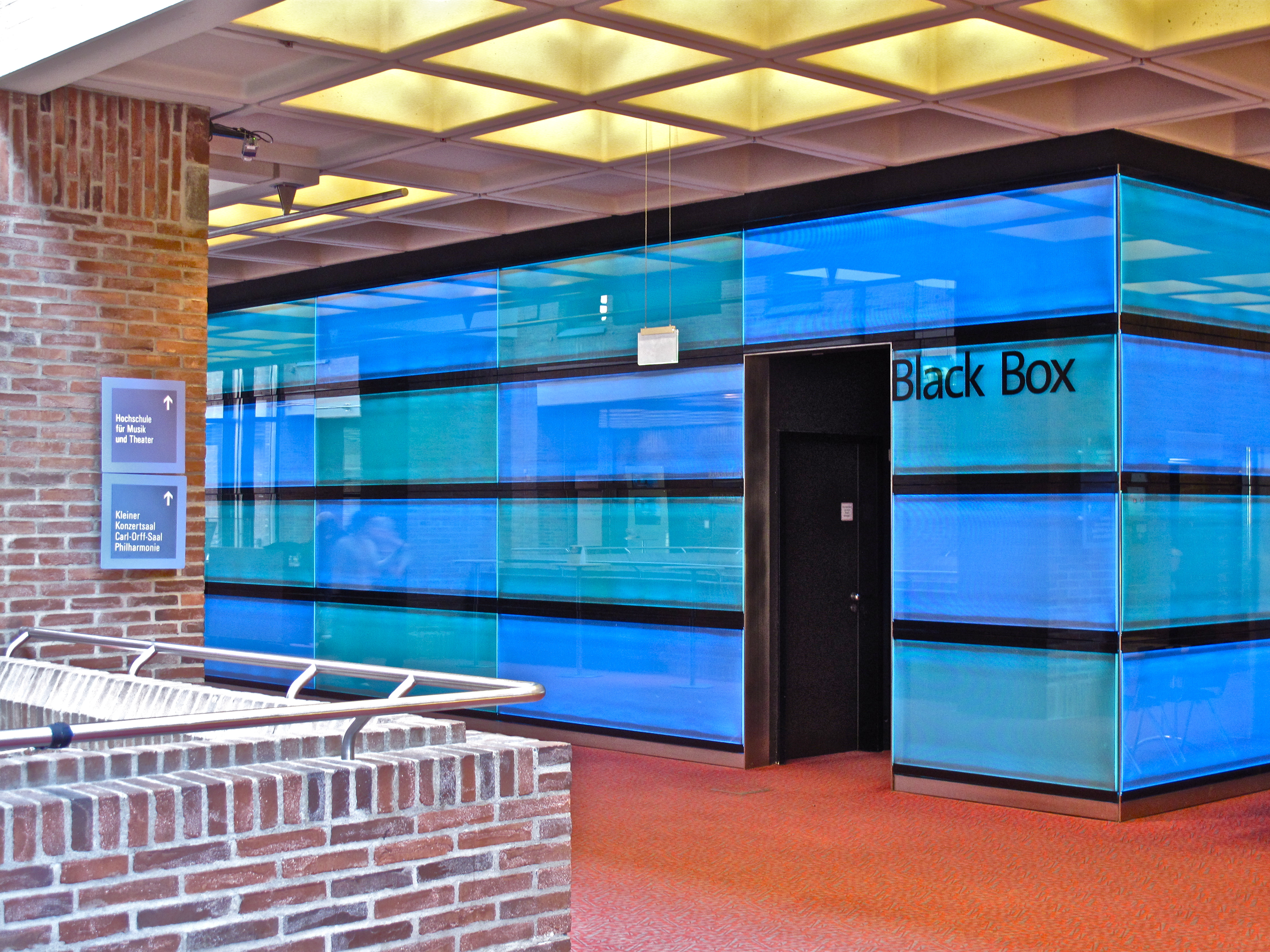
Interior